# John Webber

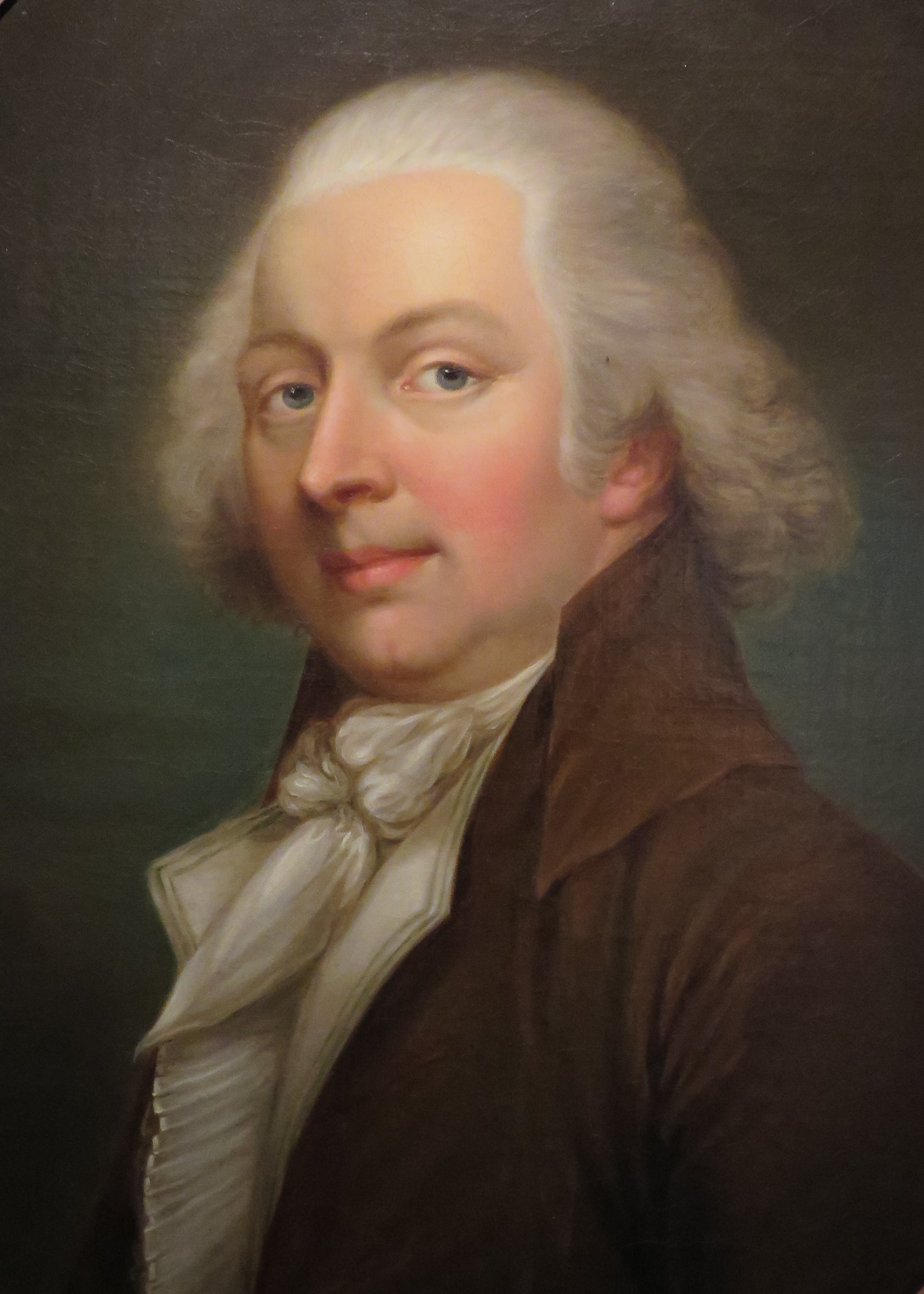
John Webber, Bildnis von Johann Daniel Mottet (1812)

John Webber, eigentlich Johann Wäber, (* 6. Oktober 1751 in London; † 29. April 1793 ebenda) war ein britischer Maler und Zeichner schweizerischer Herkunft. Er war der erste Schweizer, der am 27. Januar 1777 australischen Boden auf Bruny Island vor Tasmanien betrat, als die Flotte von Kapitän James Cook in der Adventure Bay ankerte. Bekannt wurde er vor allem als Expeditionsmaler der dritten Südsee-Entdeckungsreise von Kapitän Cook (1776–1780).

## Leben
John Webber war der älteste Sohn des nach London ausgewanderten Berner Bildhauers Abraham Wäber. Aus familiärer Not wurde er schon als Sechsjähriger 1757 in die Obhut seiner unverheirateten Tante Rosina Wäber, der Schwägerin des Ebenisten Mathäus Funk nach Bern gegeben. 1767 bis 1770 war er Lehrling beim Landschaftsmaler und Radierer Johann Ludwig Aberli und studierte danach mit einem Stipendium der burgerlichen Gesellschaft zu Kaufleuten an der Pariser Académie Royale bei Johann Georg Wille. 1775 nach London zurückgekehrt, wurde er Student an der Royal Academy of Arts und arbeitete daneben als Dekorationsmaler.
Aufgrund einiger ausgestellter Natur- und Landschaftsbilder engagierte ihn 1776 Daniel Carl Solander als Expeditionsmaler und -Zeichner für die zunächst 3-jährig geplante dritte Südsee-Expedition von Captain James Cook. Durch dessen Tod 1779 und Probleme im Nordpazifik und bei Irland dauerte die Rückreise aber bis Oktober 1780. Danach war Webber für die Herausgabe des bebilderten Foliobandes mit 69 Kupferstichen verantwortlich, der erst 1784 in London erschien, zwei Jahre nach den Textbänden. Der Grund der Verzögerung lag in Schwierigkeiten mit den Kupferstechern, aber auch in der Szene von Cooks Tod, die entgegen dem turbulenten Ablauf einen heroischen Eindruck aufs Publikum machen sollte.
Ende 1785 ließ er sich überreden, Bühnenbildner für die im Covent Garden aufgeführte Pantomime Omai or a Trip round the World zu sein. Die Szenerie drehte sich um jenen „edlen Wilden“, den Cook auf seine Heimatinsel zurückgebracht hatte. Webber versuchte mit begrenztem Erfolg, das Theaterstück statt populären Klamauks nahe der Wahrheit zu halten. Im Folgejahr wurde er als korrespondierendes Mitglied in die Royal Academy aufgenommen. 1787 veröffentlichte er weitere Bilder in seinen Views in the South Sea, die bis 1792 16 Bildtafeln umfassten. In diesen Jahren unternahm er ausgedehnte Studienreisen ins nördliche England und nach Frankreich und besuchte nochmals die Schweiz, wo er Bern – der Stadt seiner Kindheit – einige Werke und über 100 ethnografische Sammelstücke der Schiffsreise vermachte. Ende April 1793 starb er an Nierenversagen. Zwei Monate später wurde der Rest seines großen Nachlasses bei Christie’s versteigert.

## Ausstellung
- 1996. Historisches Museum Bern, das einen großen Teil seiner Sammlung von völkerkundlichen Gegenständen der Reise aufbewahrt.

## Galerie

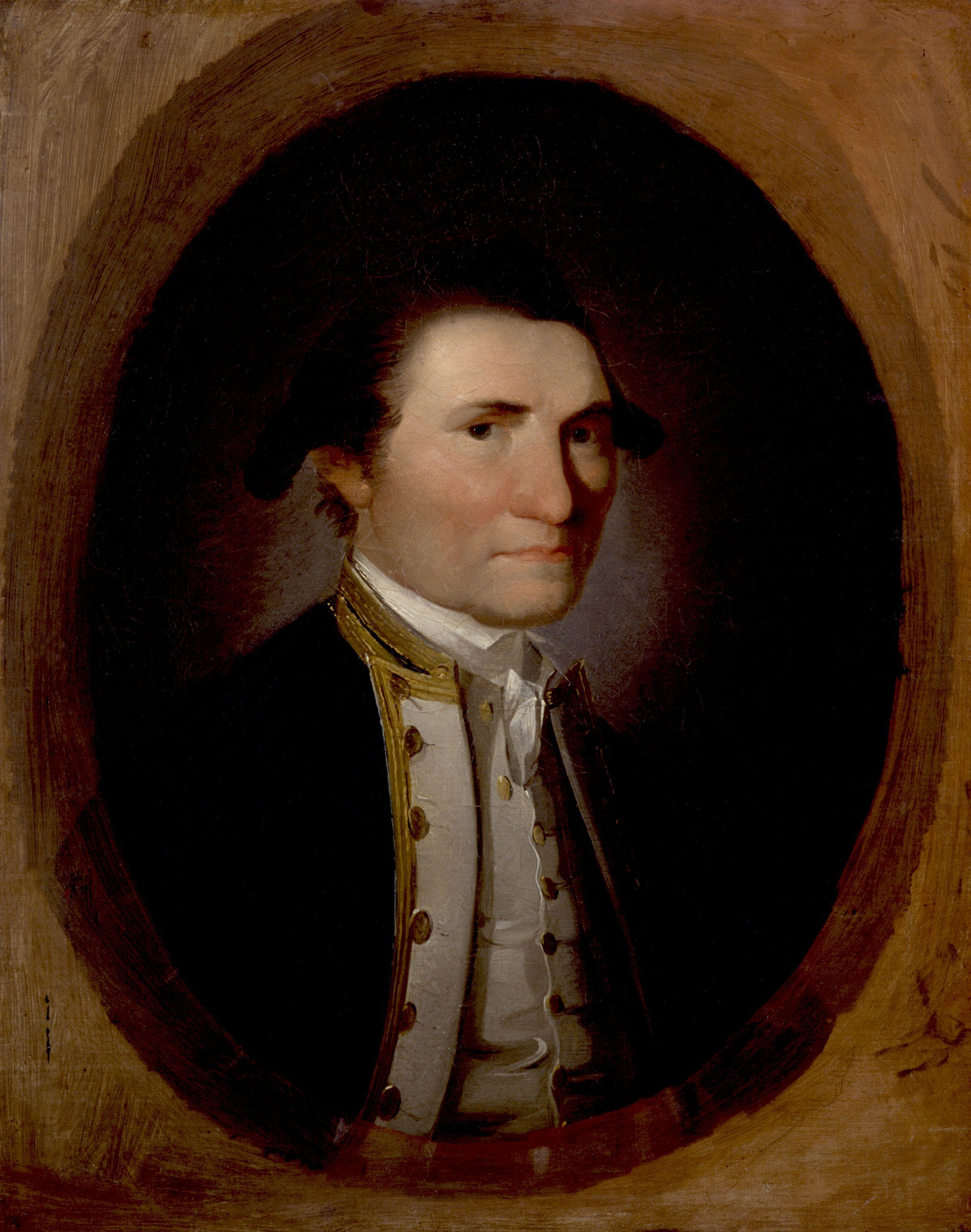
Porträt James Cook ~1777
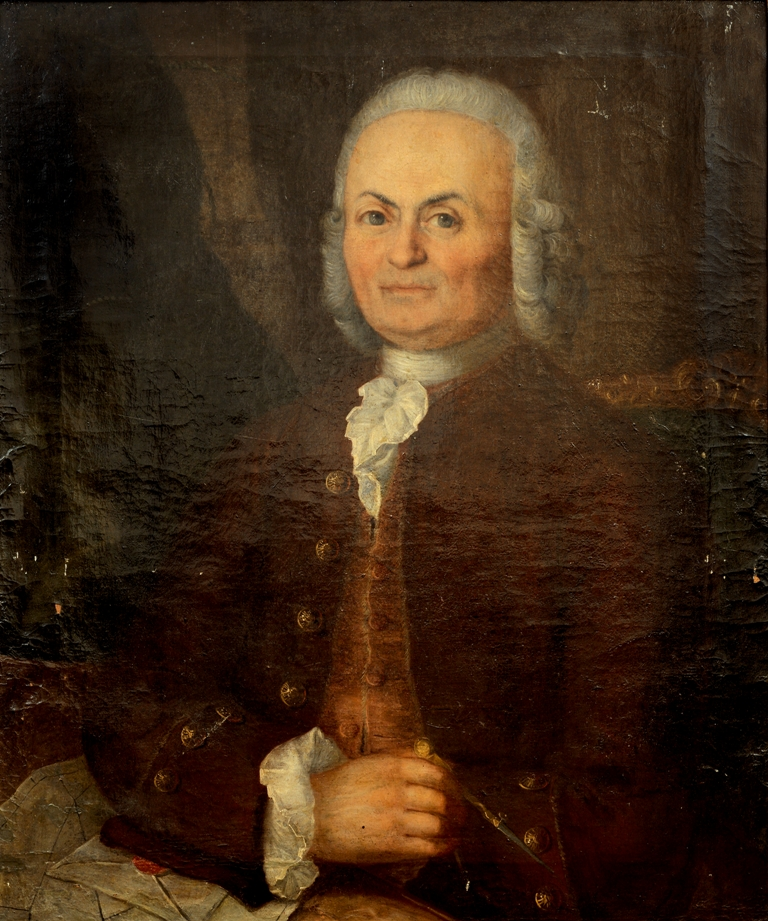
Porträt Mathäus Funk (Ziehvater), 1770
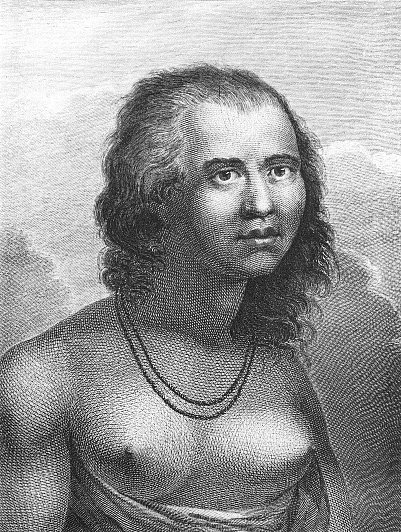
Frau aus Eaoo (Eua Island)
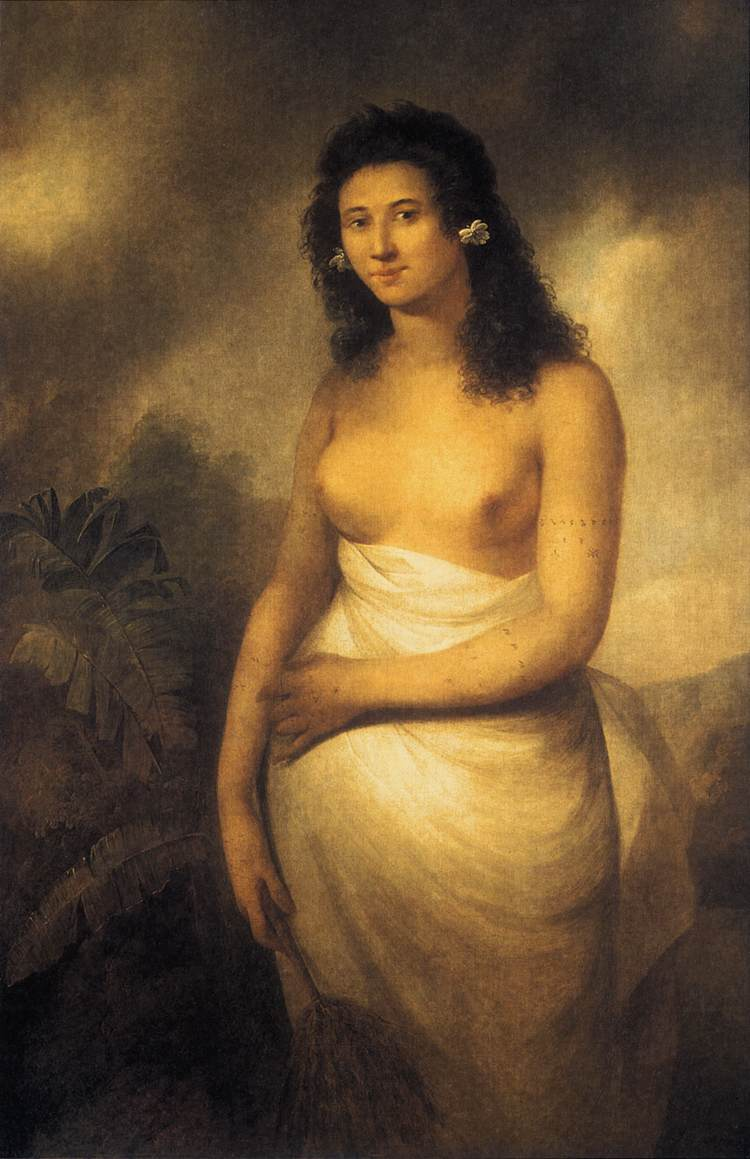
Prinzessin Poetua, Tahiti ~1777
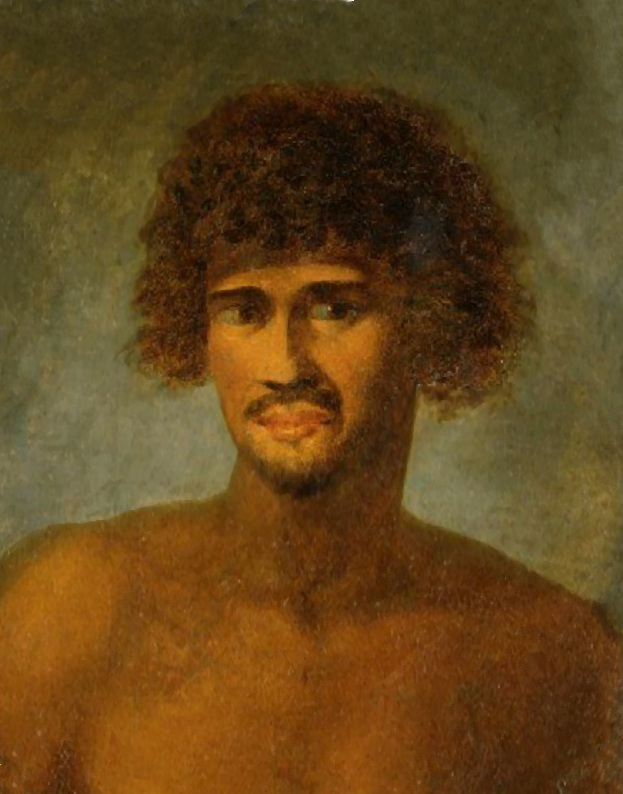
Ölbild des späteren Königs Pomaré I. auf Tahiti
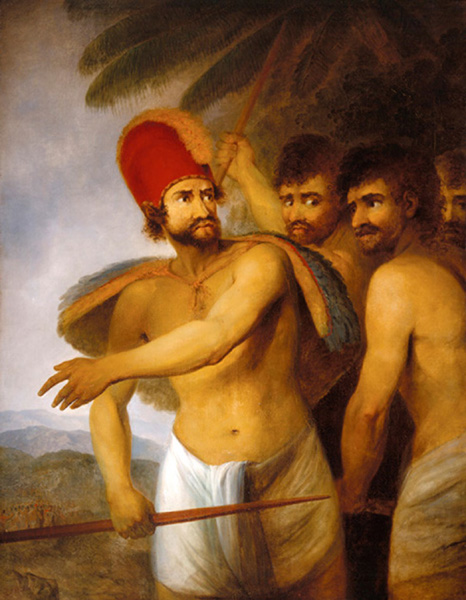
Häuptling auf Hawaii, 1787
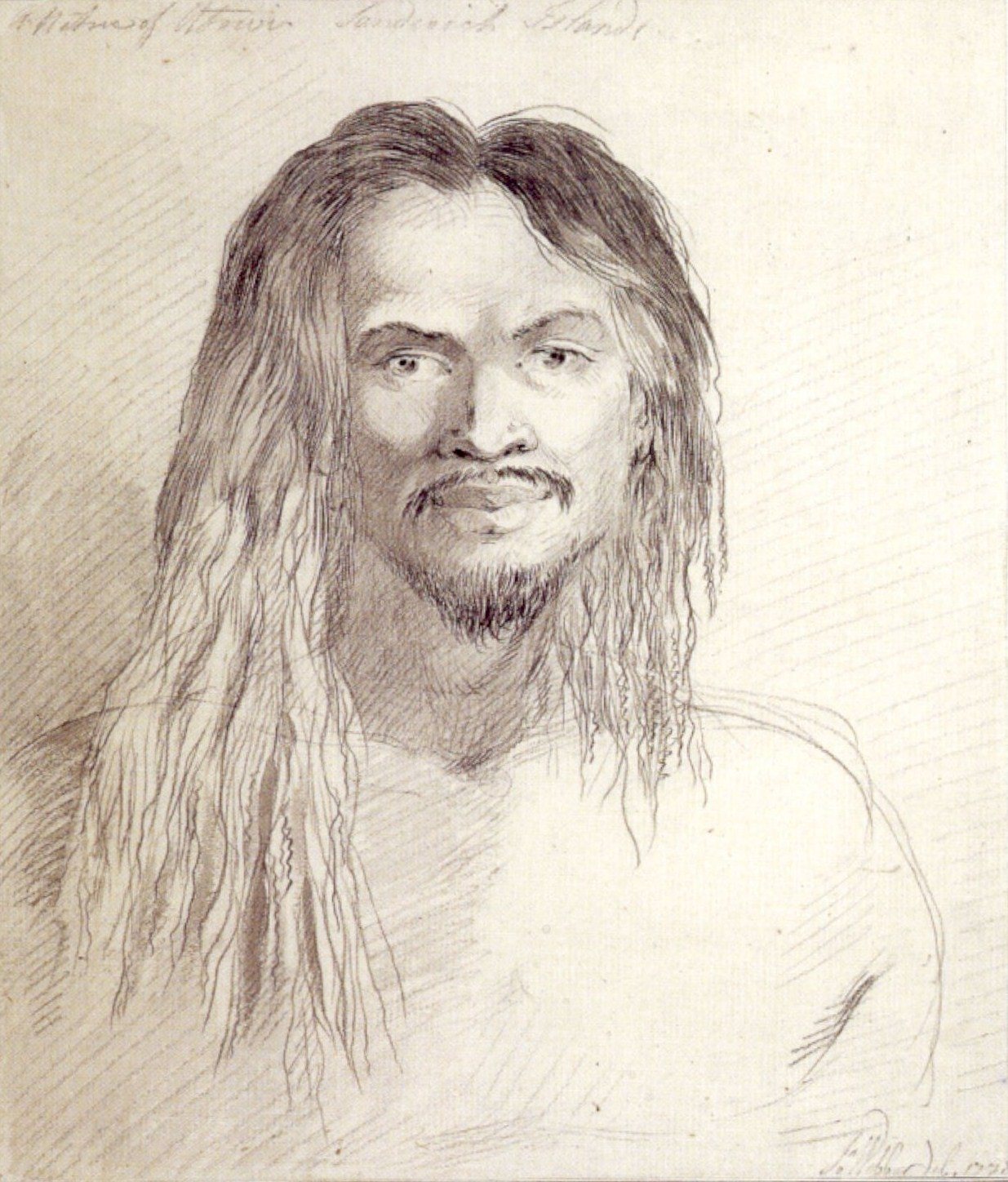
Insulaner von Atooi

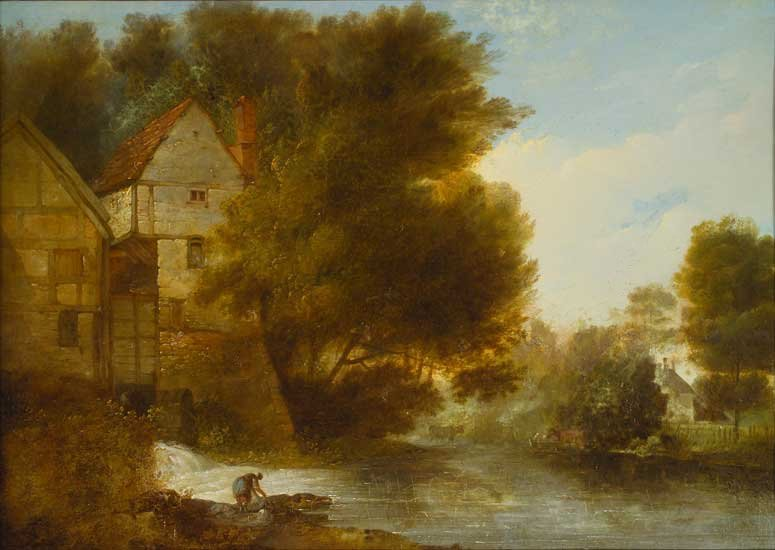
Abbey Mill, Shrewsbury
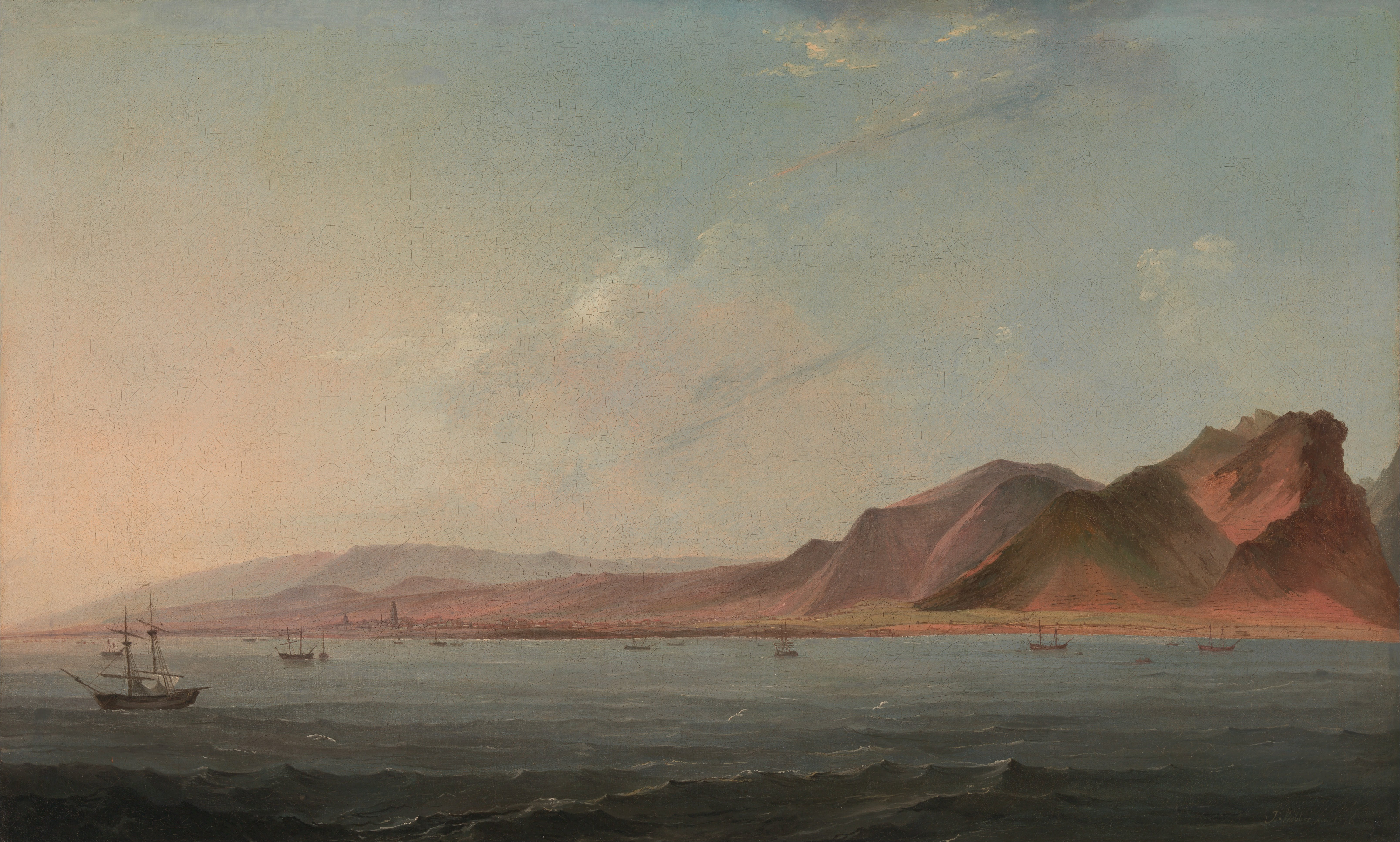
Santa Cruz, Teneriffa
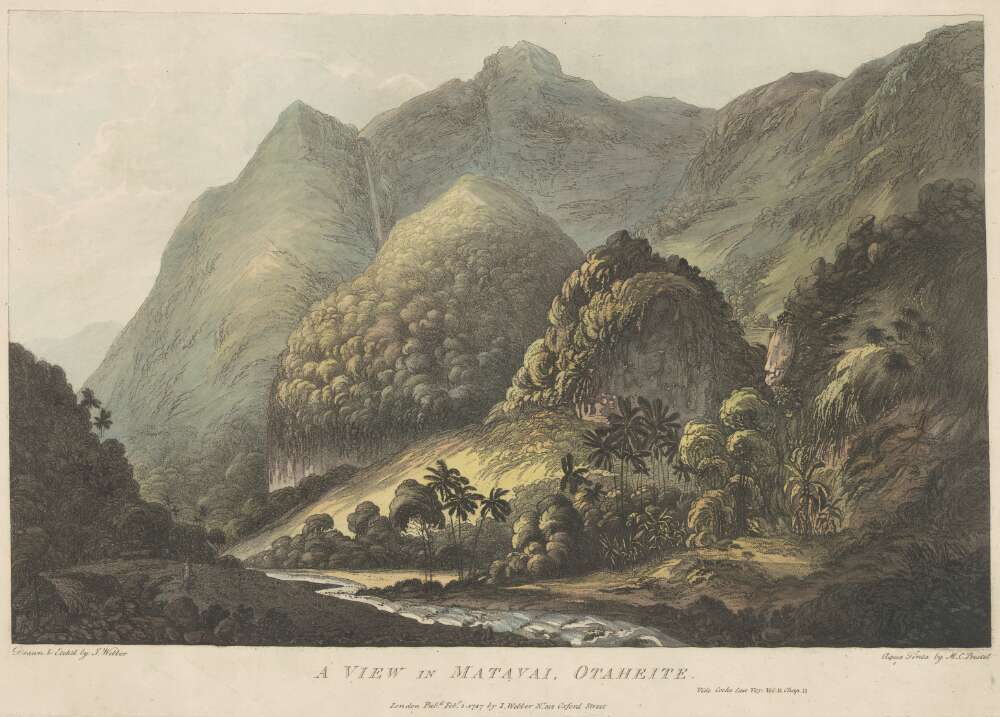
Matavai, Tahiti
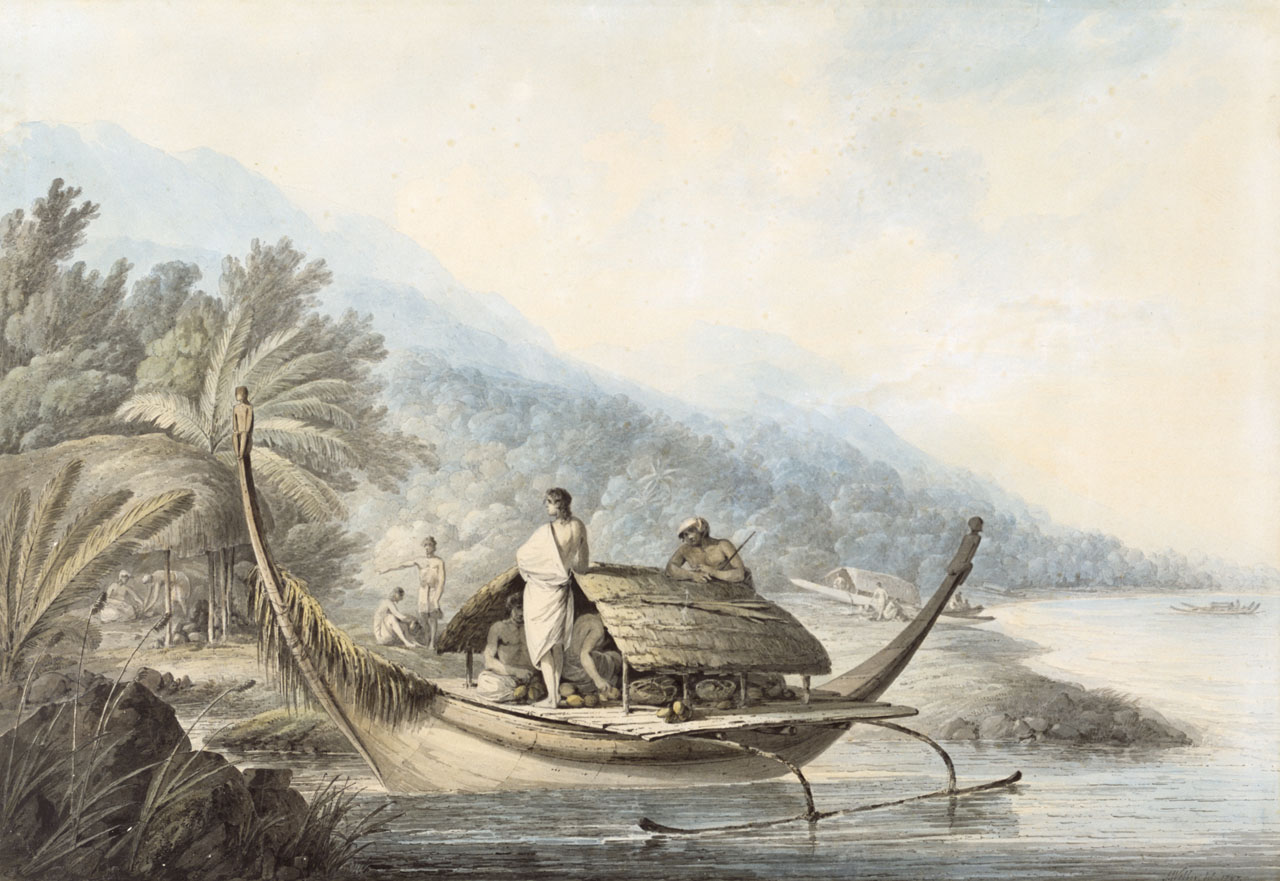
Auf Ulietea (Raiatea)
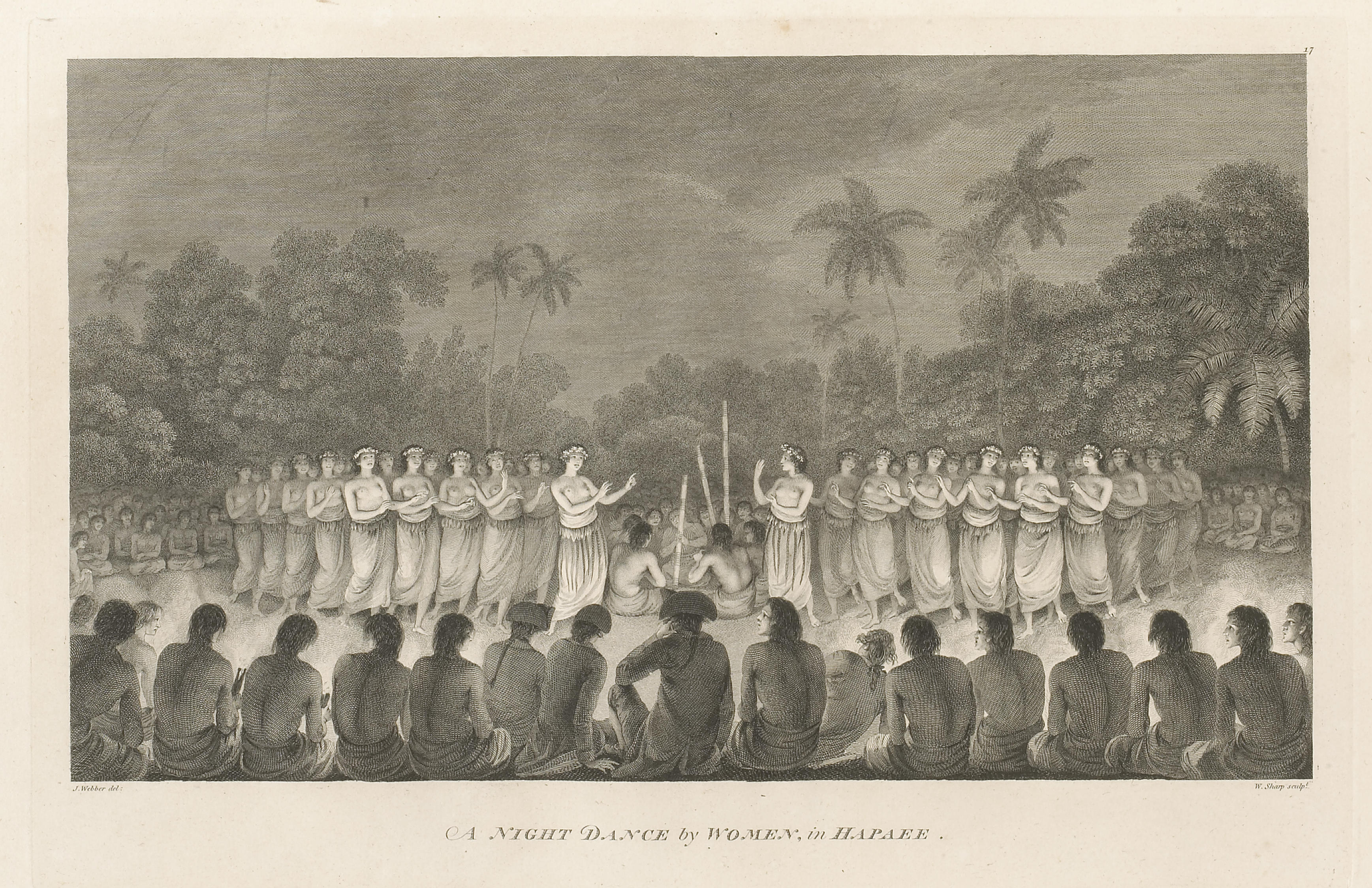
Nächtlicher Tanz von Frauen auf Samoa
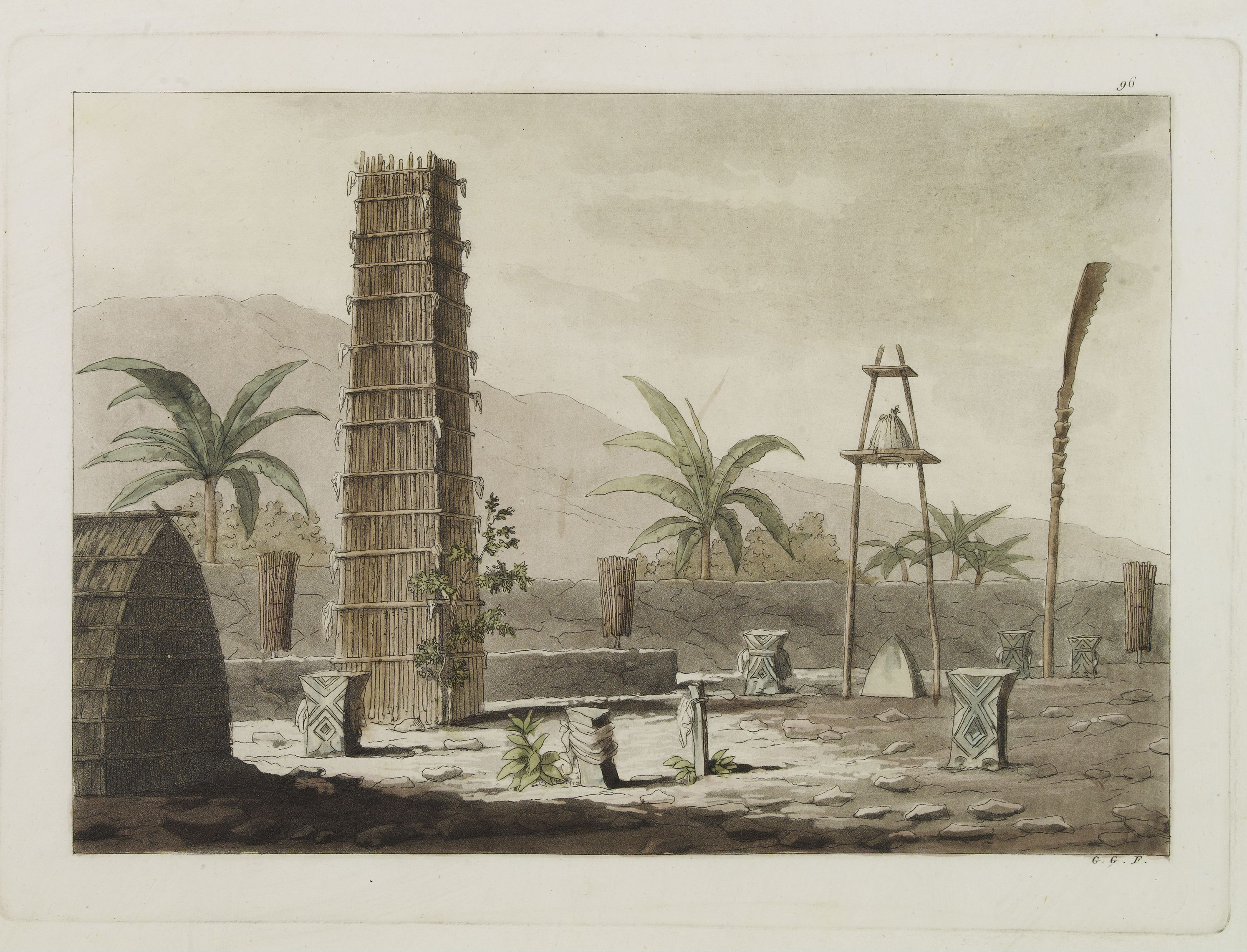
Heiau auf Waimea (Kauai, Hawaii)
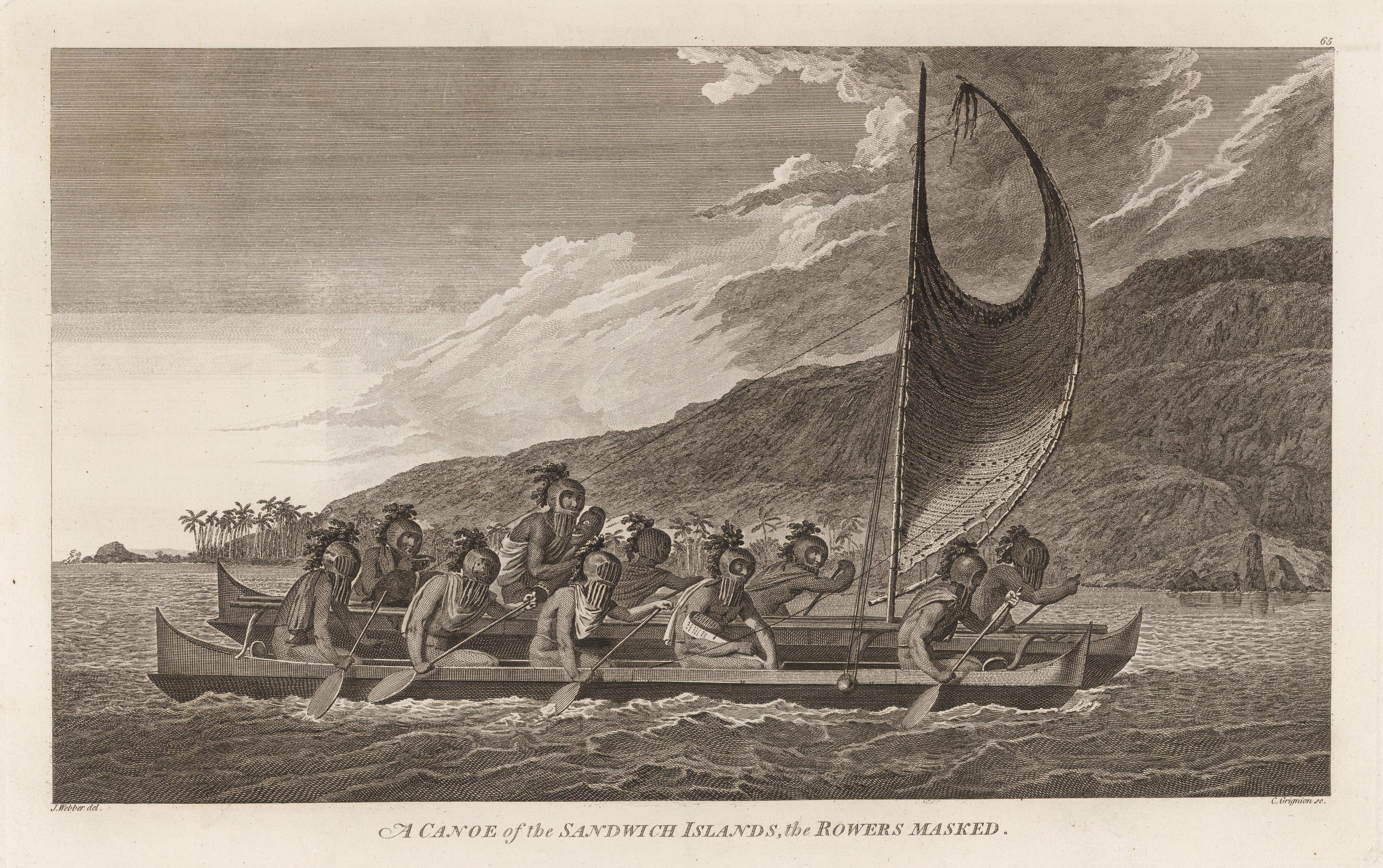
Kanu auf Hawaii-Inseln ~1778
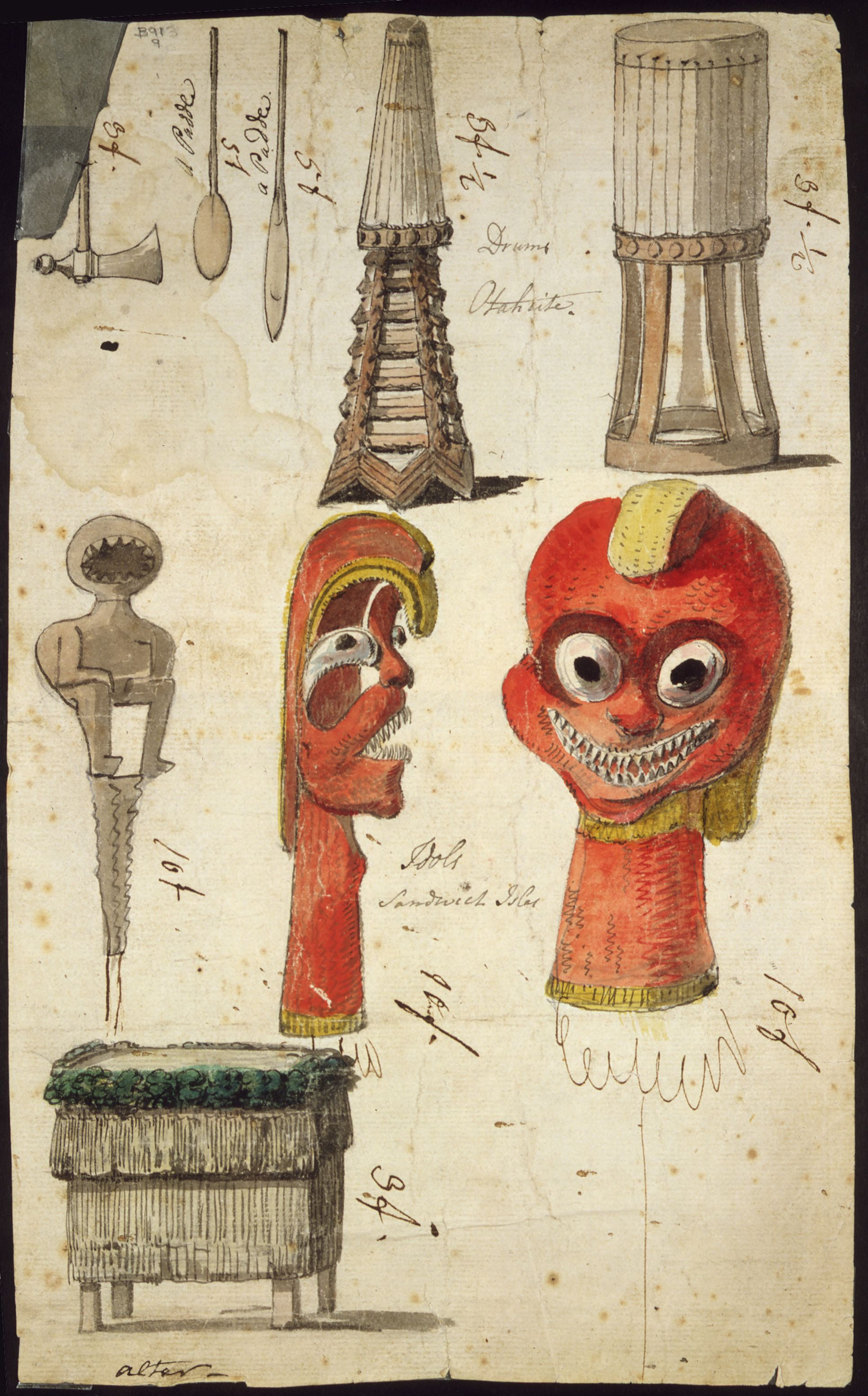
Trommeln (Tahiti), Korbwerk und Götzenstatuen (Hawaii)

## Belletristik
- Lukas Hartmann: Bis ans Ende der Meere. Roman. Diogenes, Zürich 2009, ISBN 3-257-06686-4.